# Angoisse (film, 1987)
Pour les articles homonymes, voir Angoisse (homonymie) et Angustia.
Pour plus de détails, voir Fiche technique et Distribution.
Angoisse (titre original : Angustia) est un film d'horreur espagnol réalisé par Bigas Luna, sorti en 1987. Il obtient notamment le prix Goya des meilleurs effets spéciaux, le prix Sant Jordi du meilleur film, le Corbeau d'or à Bruxelles et une mention spéciale à Avoriaz. On y retrouve Zelda Rubinstein, médium dans la trilogie Poltergeist, et Àngel Jové, acteur fétiche du réalisateur (Bilbao, Caniche, Les Vies de Loulou).

## Synopsis
John Pressman est un ophtalmologue qui perd peu à peu la vue, mal considéré. Sous l'emprise de sa mère possessive, et sous l'influences d'images terrifiantes, il se venge en égorgeant ses victimes et en leur arrachant les yeux.

## Fiche technique
- Titre français : Angoisse
- Titre original : Angustia
- Réalisation : Bigas Luna
- Scénario : Bigas Luna
- Musique : José Manuel Pagán
- Photographie : Josep M. Civit
- Montage : Tom Sabin
- Production : Pepón Coromina
- Sociétés de production : Luna Films, Pepon Coromina & Samba P.C.
- Société de distribution : Bogeydom Licensing
- Pays :  Espagne
- Langue : Anglais
- Format : Couleur - Dolby - 35 mm - 2.35:1
- Genre : Horreur
- Durée : 82 min
- Public : Interdit aux moins de 16 ans

## Distribution
- Zelda Rubinstein - Alice Pressman
- Michael Lerner - John Pressman
- Talia Paul - Patty
- Àngel Jové - le tueur
- Clara Pastor - Linda
- Isabel García Lorca - Caroline